# Gary Bauer
Gary Lee Bauer (nascut el 4 de maig de 1946 a Covington, Kentucky) és un polític conservador dels Estats Units, crida l'atenció pels seus vincles i campanyes amb diversos grups cristians evangèlics. Bauer va rebre un títol de llicenciatura de Georgetown College i una llicenciatura en Dret per la Universitat de Georgetown. Es va exercir com a sotssecretari d'educació de Ronald Reagan entre 1982 i 1987, i com a assessor en política interior, de 1987 a 1988. Quan estava treballant per Reagan, va ser nomenat President del Grup Especial de Treball sobre la Família. El seu informe, "La Família: Preservant el futur nord-americà", va ser presentat al president al desembre de 1986.
Bauer es va exercir com a president del Family Research Council (Consell de Recerca de Família) entre els anys 1988 i 1999. Ell va renunciar a aquest càrrec per llançar la seva candidatura pel càrrec de President dels Estats Units pel Partit Republicà. Va abandonar la cursa electoral després de les eleccions primàries al febrer de 2000. En l'any 1996, va fundar la Campanya per a Famílies Treballadores (CWF), un Comitè d'acció política no partidista dedicat a l'elecció de candidats profamilia i provida en les oficines federals i estatals. A més de servir com a president de la CWF, Bauer és també el president de American Values, una organització sense ànim de lucre compromesa amb la defensa de la vida, el matrimoni tradicional i la formació dels nens amb valors conservadors. Gary Bauer va ser un dels signants de la Declaració de Principis del Projecte per al Nou Segle Americà (PNAC), el 3 de juny de 1997.